# Thelcticopis rufula
Thelcticopis rufula är en spindelart som beskrevs av Pocock 1901. Thelcticopis rufula ingår i släktet Thelcticopis och familjen jättekrabbspindlar. Inga underarter finns listade i Catalogue of Life.